# Speocera jacquemarti
Speocera jacquemarti is een spinnensoort uit de familie Ochyroceratidae. De soort komt voor op de Galapagoseilanden.